# Peter Altenberg

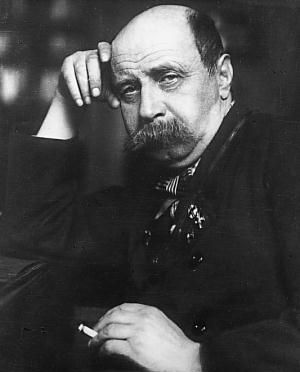
Peter Altenberg, 1907

Peter Altenberg, cuyo verdadero nombre era Richard Engländer (Viena, 9 de marzo de 1859 - Viena, 8 de enero de 1919) fue un destacado escritor y poeta austríaco.

## Biografía
Su seudónimo "Altenberg" viene de un pequeño pueblo del Danubio. Al parecer escogió su pseudónimo en honor a una mujer con la que tuvo un amor no correspondido. Nacido en una familia judía de clase media - su padre era comerciante -, de la que se separó finalmente al abandonar sus estudios de Derecho y Medicina, abrazó la bohemia como una opción permanente de vida. Un doctor certificó su incapacidad para ejercer una ocupación normal debido a la hipersensibilidad de su sistema nervioso.
En el fin de siècle del siglo XIX, cuando Viena era considerada el centro principal de las artes y la cultura, Altenberg formó parte del movimiento artístico y literario conocido como Jung Wien (Joven Viena). Era contemporáneo de Karl Kraus, Gustav Mahler, Arthur Schnitzler y Gustav Klimt.
Debido a que muchas de sus obras literarias fueron escritas cuando frecuentaba diversos bares y cafés de Viena, Altenberg es considerado a veces como un poeta de cabaret y de cafés literarios. Su favorito fue el Café Central, al que le enviaban su correspondencia.
Los detractores de Altenberg (muchos de los cuales eran antisemitas) decían que era drogadicto y mujeriego. Incluso se afirmó que era pedófilo. En los últimos años de su vida tuvo problemas de alcoholismo y enfermedades mentales. Aun así sus admiradores lo tuvieron por un individualista altamente creativo con un gran amor por la estética y la naturaleza.
Altenberg, como muchos escritores y artistas, andaba habitualmente escaso de dinero, pero era hábil para hacer amigos, cultivar patrones y convencer a otros de que le pagasen la alimentación, el champán e incluso el alquiler, el cual adeudaba constantemente. Abonaba sus cuentas con su talento, genio y encanto. Muchos estudiosos lo consideraron "el Bohemio de los bohemios".
Altenberg, que nunca se casó, murió en 1919 a los 69 años. Fue enterrado en el Cementerio Central de Viena, Austria.

## Obra literaria
Además de ser poeta y un prolífico escritor de cartas, era un complejo escritor de prosas breves (prosastücke) y ensayista. Prácticamente la totalidad de sus obras son estas prosas, que escribía en cafés y bares.
En una carta a Schnitzler describió el proceso en el que emergían estos textos, que dice:
¿Que cómo escribo? Con absoluta libertad, sin dudar nunca. Nunca pienso antes sobre mi tema, nunca. Tomo papel y escribo. Incluso escribo el título de modo semejante y espero que haré algo que permanezca en relación con aquél. Uno debe buscar en sí mismo, no forzarse, ser terriblemente libre de ser capaz, de volar. Lo que viene, es entonces con seguridad tan real y profundo como lo es en mí. Si nada llega, entonces nada fue real en ello y entonces también nada permite la hondura.
Es difícil encasillar las obras de Peter Altenberg en alguna forma literaria específica. Se pueden considerar como "apuntes" o "prosas poéticas". Son como instantáneas, que concentran la vida, la sociedad de Viena alrededor del cambio de siglo. El arte de Altenberg consiste en crear con unas pocas "pinceladas" una imagen comprensible; con breves sugestiones al lector, que debe estar preparado para leer entre líneas y construir el panorama total de la sociedad, una red completa de relaciones. Altenberg intentó dar vida a un denominador ideológico pero sin dejar de mostrar su vasto colorido, su variedad incluso contradictoria. Las impresiones sensitivas juegan un papel importante en sus prosas - colores, olores, tendencias. Es considerado como uno de los representantes más importantes del impresionismo.
Altenberg nunca fue un escritor comercialmente exitoso, pero disfrutó, si no todos, muchos de los beneficios de la fama en su vida. Algunos de sus poemas aforísticos que escribió en postales fueron musicalizados por Alban Berg. En 1913, los cinco Altenberg-Lieder fueron estrenados en Viena. La obra causó un escándalo, y el concierto tuvo que ser cancelado: la ejecución completa de la composición esperó hasta 1952.
Muchas de sus obras están publicadas en alemán y, fuera de algunas piezas antológicas, son difíciles de encontrar. Muchas permanecen en librerías universitarias y colecciones privadas.

## Lista de libros
- Wie ich es sehe (Prosaskizzen), 1896
- Shantee (Prosaskizzen), 1897
- Was der Tag mir zuträgt (Prosaskizzen), 1901
- Prodromos (Gesundheitsideen, Modenotizen, Rezepte, Aphorismen, *Skizzen (Splitter), 1906
- Märchen des Lebens(Prosaskizzen), 1908
- Bilderbögen des kleinen Lebens (Prosaskizzen), 1909
- Neues Altes (Prosaskizzen), 1911
- Semmering 1912 (Prosaskizzen), 1913
- Fechsung (Prosaskizzen), 1915
- Nachfechsung (Prosaskizzen), 1916
- Vita ipsa, 1918
- Mein Lebensabend, 1919
- En español se ha publicado Páginas escogidas ISBN 84-397-0167-5

## Citas famosas
- El arte es el arte, la vida es la vida, pero llevar artísticamente la vida es el arte de la vida.
- Las personas que están interesadas en algunas cosas, no están interesadas en nada.
- Una feliz pareja: él hace lo que ella quiere y ella hace lo que ella quiere.
- La religión es un tipo de aplicación ideal del complejo de persecución sobre los nervios humanos.